# أودري أرنو
أودري أرنو (بالألمانية: Audrey Arno)‏ هي مغنية وممثلة ألمانية وفرنسية، ولدت في 7 مارس 1942 في ألمانيا، وتوفيت في 9 يونيو 2012 في الولايات المتحدة.

## وصلات خارجية
- أودري أرنو على موقع IMDb (الإنجليزية)
- أودري أرنو على موقع ميوزك برينز (الإنجليزية)
- أودري أرنو على موقع ديسكوغز (الإنجليزية)